# Bruce C. Murray
Bruce Churchill Murray est un scientifique américain né le 30 novembre 1931 et décédé le 29 août 2013. Il est directeur du Jet Propulsion Laboratory (JPL) et cofondateur de The Planetary Society.

## Éducation
Murray obtient son doctorat en géologie du Massachusetts Institute of Technology (MIT) en 1955 et rejoint Standard Oil of California en tant que géologue. Il est géophysicien dans l'US Air Force puis intègre la fonction publique américaine avant de rejoindre le California Institute of Technology (Caltech) en 1960.

## Carrière scientifique
À Caltech, Murray devient professeur agrégé en 1963, professeur titulaire en 1969 et professeur émérite en 2001. Il est plus tard professeur émérite de Planétologie et de géologie.
Murray commence à travailler au Jet Propulsion Laboratory (géré par / affilié à Caltech) en 1960 et en est le directeur du 1er avril 1976 au 30 juin 1982,. Il joue un rôle important dans la promotion du recrutement et de l'embauche d'ingénieures au laboratoire, où plus de femmes sont employées aujourd'hui que dans toute autre installation de la NASA. Murray est directeur de JPL à une époque où les budgets d'exploration spatiale diminuent; entre autres réalisations, il sauve la mission Galileo vers Jupiter des restrictions budgétaires.
Il travaille avec Robert B. Leighton sur l'histoire géologique de Mars à l'aide de photographies prises par Mariner 4 en 1965. Il applique une analyse photographique similaire lorsqu'il est scientifique en chef de Mariner 10. Lorsqu'il prend la direction du JPL, il exprime des réserves sur le programme d'atterrisseur Viking, soulignant que les expériences biologiques incluses avec le vaisseau spatial ne sont pas suffisantes pour atteindre leurs objectifs déclarés.
En 1971, il participe à un symposium à l'occasion de l'arrivée de Mariner 9 sur Mars, en compagnie de Ray Bradbury ; Arthur C. Clarke ; Carl Sagan et Walter Sullivan. Leurs discussions sont enregistrées dans le livre Mars and the Mind of Man,.
Avec Carl Sagan et Louis Friedman, Murray fonde The Planetary Society en 1980. Il exerce un mandat comme président.

## Vie personnelle
Murray se marie deux fois. Avec sa première femme, Joan O'Brien, il a trois enfants. Murray et O'Brien divorcent en 1970. En 1971, Murray épouse Suzanne Murray, avec qui il a deux enfants.
Il est le cousin de l'ancien président de la Chambre Tom Foley.
Murray est décédé à son domicile d'Oceanside, en Californie, le 29 août 2013, des complications de la maladie d'Alzheimer, à l'âge de 81 ans.

## Récompenses et honneurs
Murray reçoit le prix commémoratif Carl Sagan 1997.
En 2004, il reçoit le Telluride Tech Festival Award of Technology à Telluride, Colorado.
L'astéroïde 4957 Brucemurray porte son nom et l'astéroïde 2392 Jonathan Murray porte le nom de son fils.
Le 13 novembre 2013, la NASA annonce les noms de deux caractéristiques sur Mars importantes pour deux rovers d'exploration martiens actifs en l'honneur de Murray: "Murray Ridge", un cratère surélevé que le rover Opportunity explorait; et "Murray Buttes", une porte d'entrée que le rover Curiosity a dû traverser pour se rendre au mont Sharp.